# Pfälzer Küche

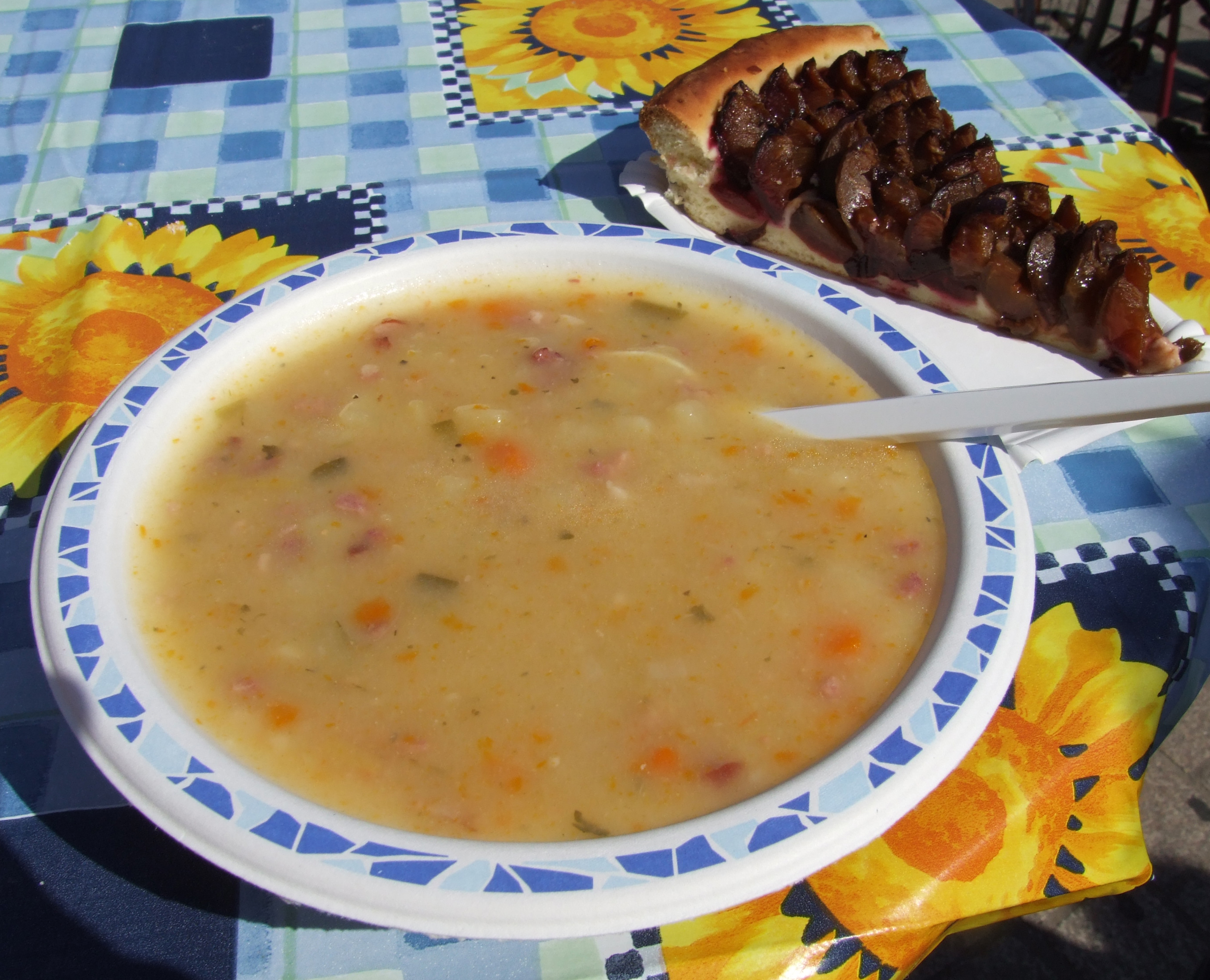
Grumbeersupp un Quetschekuche (Kartoffelsuppe mit Zwetschgenkuchen), hier auf dem Bauernmarkt in Speyer

Die Küche der Pfalz, einer Region im Süden von Rheinland-Pfalz, wird wesentlich durch regionale Gerichte bestimmt. Sie sind teils recht deftig, nicht zuletzt deshalb, weil die Kochrezepte mitunter in Notzeiten oder im Umfeld schwerer körperlicher Arbeit entwickelt wurden. Mittlerweile haben sich die traditionellen Pfälzer Gerichte über die gesamte Region der Pfalz verbreitet, einige auch darüber hinaus.

## Fleisch und Wurst

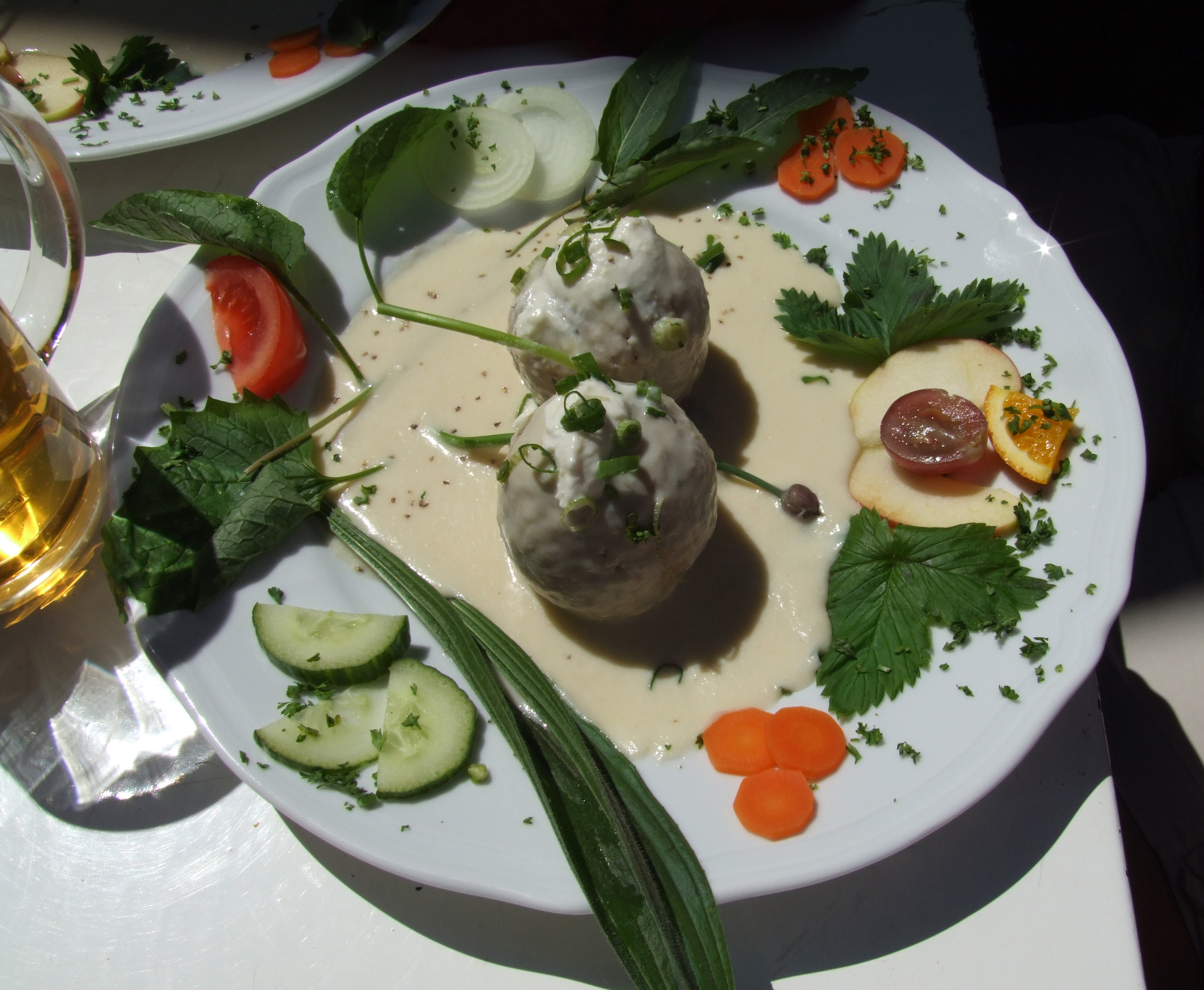
Flääschknepp mit Meerrettichsoß

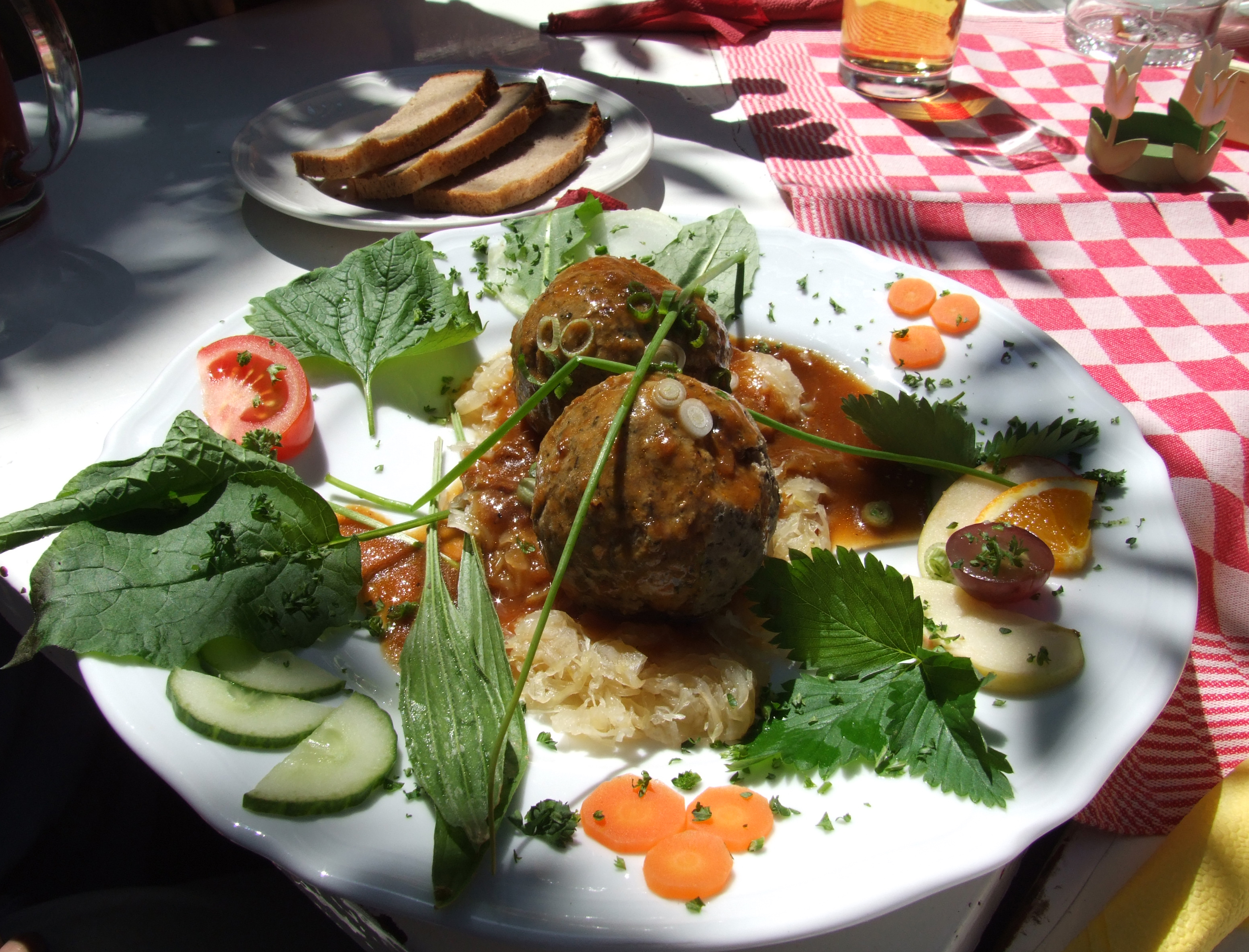
Läwwerknepp mit Sauerkraut, hier mit Brot und Wildkräutern als Dekoration

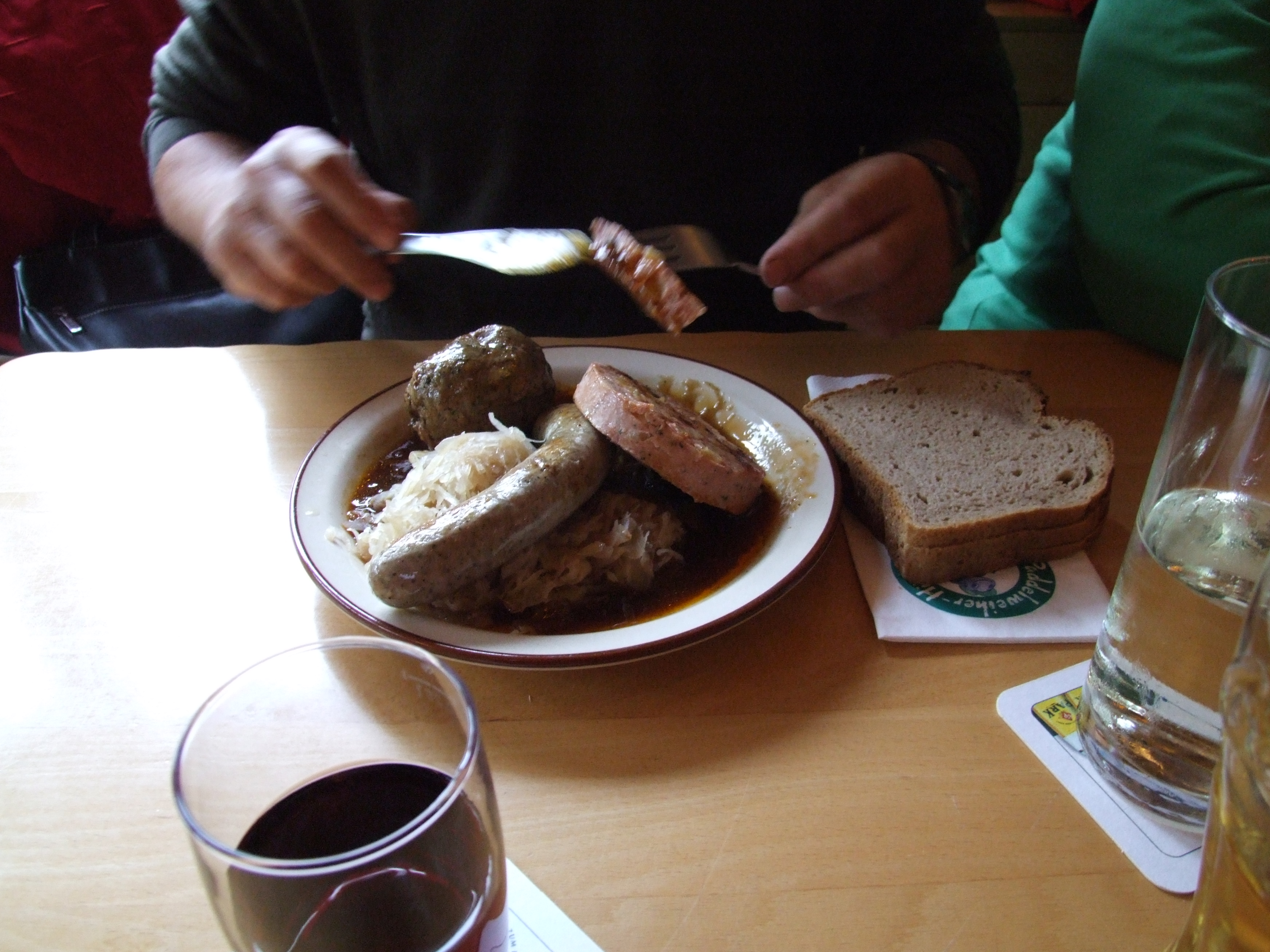
Pfälzer Platte bzw. „Pälzer Dreifaltigkeit“: ein Leberknödel, eine Bratwurst, eine Saumagenscheibe auf Sauerkraut mit Bratensoße, Brot und dazu Wein am Holztisch eines Ausflugslokals

Zumindest dem Namen nach das bekannteste Pfälzer Gericht ist der Saumagen, zu dessen Zubereitung sogar Metzger und Köche in Wettbewerben antreten. In einem – leeren und gesäuberten – Schweinemagen wird eine Mischung von magerem Schweinefleisch, Bratwurstbrät, Kartoffeln und evtl. Zwiebeln, gewürzt beispielsweise mit Majoran, Muskat und Pfeffer, gekocht. Es existieren viele Variationen mit weiteren Zutaten und Gewürzen. Der eigentliche Saumagen wird nur als Kochbehältnis verwendet. Die nach dem Kochen feste Masse wird direkt in Scheiben geschnitten serviert oder später in Scheiben geschnitten angebraten.
Auch grobe Bratwürste, Pfälzer Leberwurst und die „Grieweworscht“ (Griebenwurst) genannte Blutwurst, „Läwwerknepp“ oder „Läwwerknedel“ (Leberknödel) und „Flääschknepp“ (gekochte Fleischklöße, die meistens mit Meerrettichsoße serviert werden) sind wichtige Bestandteile der Pfälzer Küche.
Wie im benachbarten Elsass (Frankreich) war und ist Sauerkraut die typische Beilage – zu jeder Jahreszeit, aber vor allem im Winter. Zu den Gerichten gehören häufig Kartoffelbrei und braune Soße. In Ausflugslokalen werden statt des Kartoffelbreis oft Brotscheiben oder Weinknorzen, eine Art rustikale Roggenbrötchen, gereicht.
Es gibt auch Kombinationen aus diesen Gerichten, z. B. den sogenannten Schiefen Sack, der aus einer Bratwurst und einem Leberknödel besteht, oder die Pälzer Dreifaltigkeit (Leberknödel, Bratwurst, Saumagen).
Beim Schlachtfest nach Pfälzer Art gehören Metzelsupp, Kesselfleisch, warme Leber- und Griebenwurst sowie Leberknödel zum Grundbestand des Angebotenen.

## Fisch
Im Mittelalter wurden zahlreiche Bäche, die vom Pfälzerwald zum Rhein verlaufen, von Klosterinsassen oder Bauern zu Fischteichen aufgestaut. Auch wenn viele davon aufgegeben wurden, findet man immer noch mitten im Pfälzerwald Traditionslokale mit einem großen Angebot an Fisch. Heute geht dieses Angebot meist über die alten Süßwasserfischarten wie Forelle, Rotaugen, Zander, Hecht und Karpfen hinaus.
Eine zweite reiche Tradition in der Zubereitung von Fisch existierte entlang des Rheins, der vor der Industrialisierung Jahrhunderte hindurch äußerst fischreich war. In allen alten Städten gab es Berufsfischer, die z. B. in Speyer in der Fischergasse wohnten. Es wurde eine Vielzahl von Arten gefangen, wobei Lachse und Aale besonders bedeutsam waren. Am südlichen Ende der Rheinpromenade von Speyer liegt als Zeugnis dieser Vergangenheit noch der stählerne Aalschokker Paul, der 1926 gebaut wurde und bis 1965 dem letzten Berufsfischer der Stadt diente. Der Zusammenbruch der Bestände, das Verschwinden vieler Arten und nach der Industrialisierung die Ungenießbarkeit infolge von Industriegiften beseitigten diese Quelle für viele Jahre. Trotz des Verlustes der einst reichen eigenen Fischgründe und des starken Rückgangs der Fischzucht gibt es in den alten Rheinanliegergemeinden noch heute oft direkt am Rhein oder in der Nähe Lokale, die auf Fisch spezialisiert sind. Ebenso finden dort noch immer die traditionellen Fischerfeste mit ihrem großen Angebot an Backfischen statt.
Eingeführt über den Rhein von der Nordsee her wurden schon im Mittelalter große Mengen an eingelegtem Hering und Trockenfisch, wie Dorsch, als Fastenspeise.

## Sonstiges

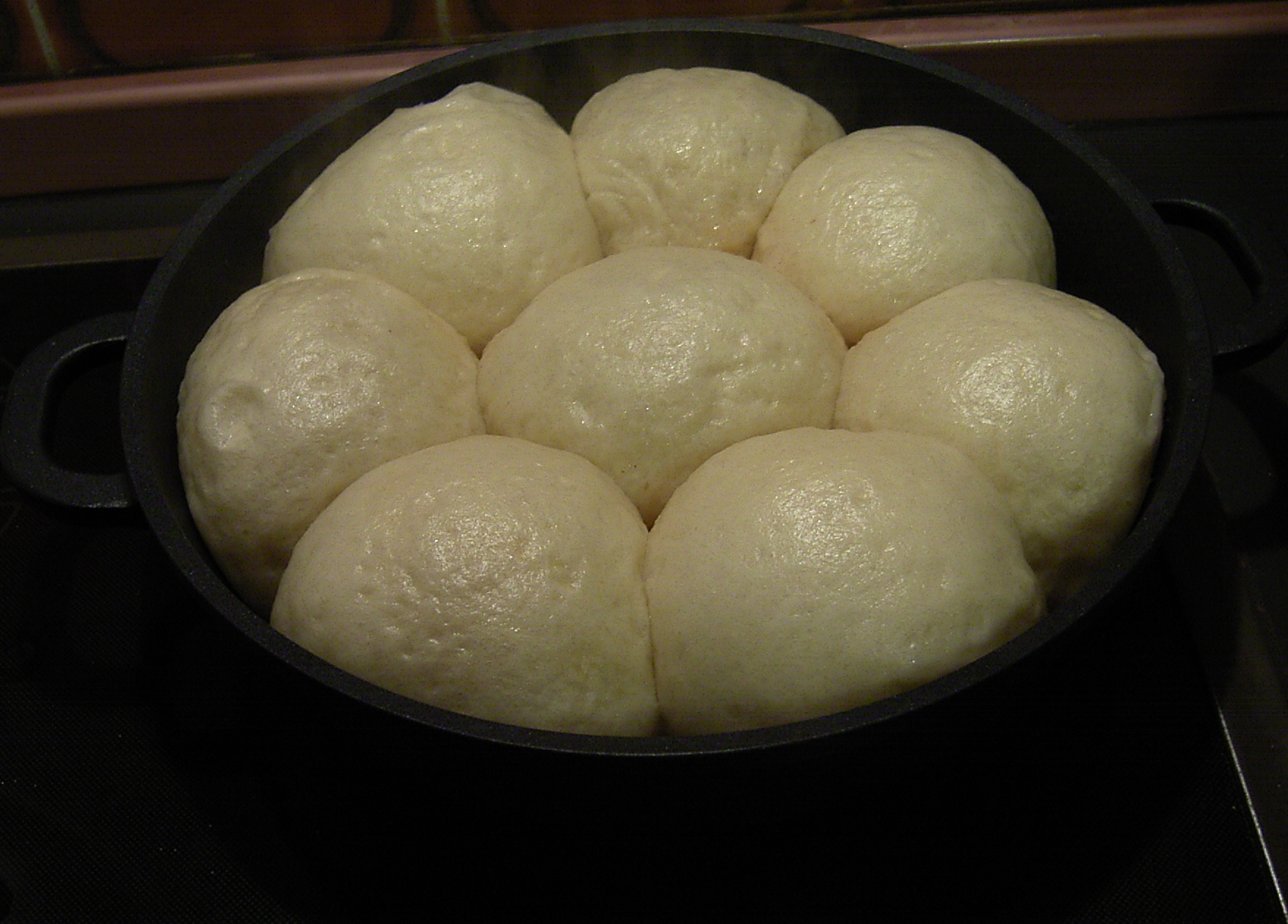
Dampfnudeln

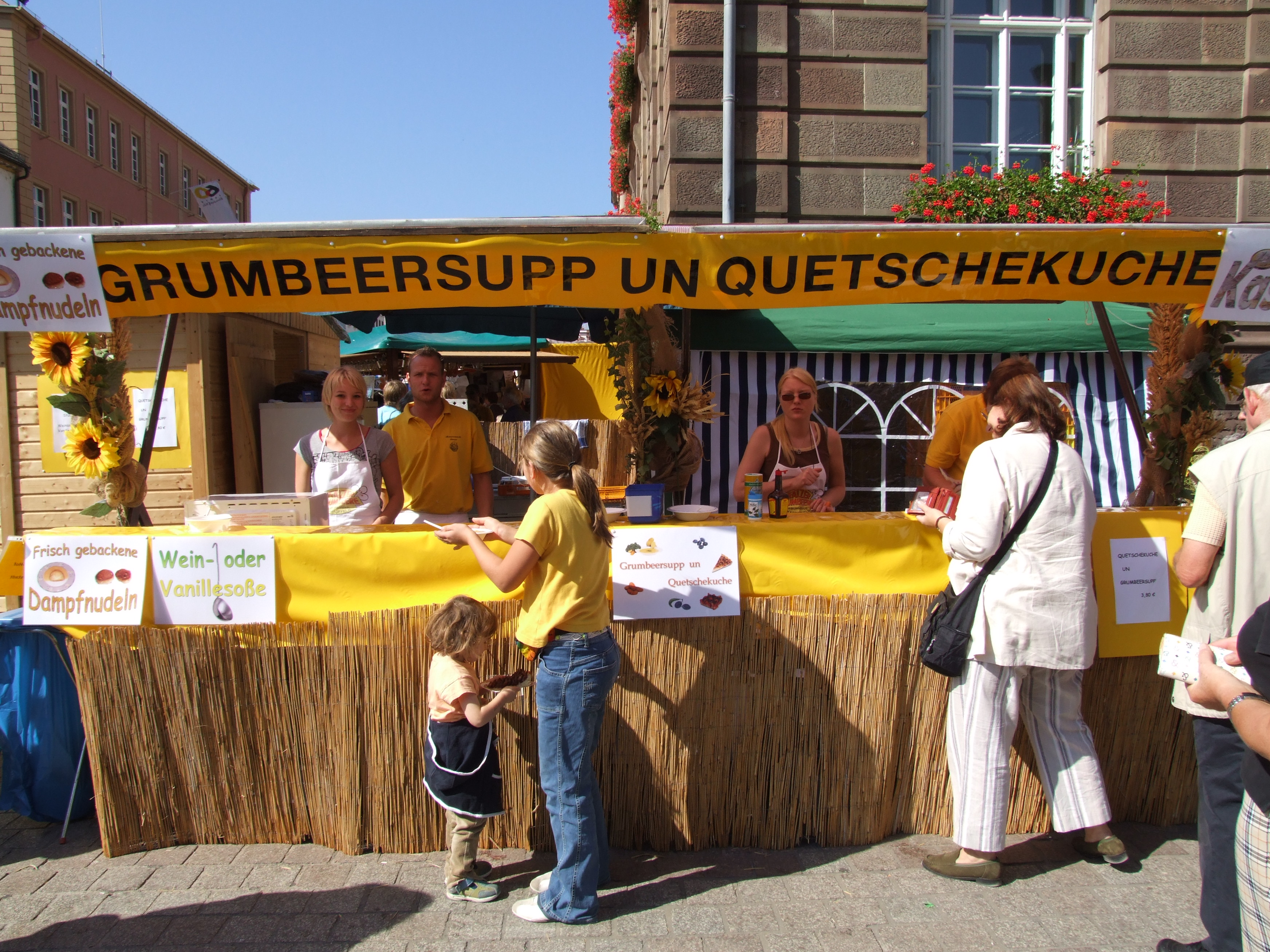
Am Stand: Grumbeersupp un Quetschekuche

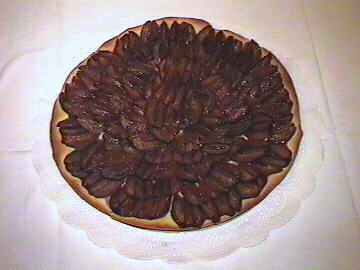
Quetschekuche

In der Pfalz ist die Dampfnudel mit salziger Kruste ein traditionelles Hauptgericht, welches entweder mit süßen Beilagen (zum Beispiel Weinsoße, Vanillesoße oder eingekochtem Obst wie Mirabellen, Zwetschgen, Birnen oder ähnlichem) oder mit salzigen Beilagen (zum Beispiel Kartoffelsuppe, Gemüsesuppen, Gulasch oder Schweinepfeffer) gegessen wird.
In der Vorder- und Südpfalz ist es üblich, zunächst eine Gemüse- oder Kartoffelsuppe zu reichen, zu der Dampfnudeln gegessen werden, und dann im „zweiten Gang“ die Dampfnudeln mit einer süßen Soße zu servieren.
Während der Zwetschgensaison wird „Grumbeersupp un Quetschekuche“ (Kartoffelsuppe mit Zwetschgenkuchen) gegessen. Als Nachtisch gibt es „Kerscheplotzer“.
Bekannt sind die „Gebreedelde“, die Pfälzer Bratkartoffeln, die häufig mit Speckstückchen oder Leberwurst angereichert werden.
Auch „Gequellde mit weiße Kees“, also Pellkartoffeln mit Quark, der gewürzt ist mit Zwiebeln, Kümmel, Pfeffer oder Schnittlauch, sind ein beliebtes Gericht.
Als Imbiss vor allem bei der Arbeit im Weinberg gelten Weck, Worscht un Woi, also Brötchen, Fleischwurst und Wein.
Ein weiteres Saisongericht ist die Kombination Zwiwwelkuche un neier Woi, also Zwiebelkuchen und neuer Wein.

## Regionale Unterschiede

### Vorder- und Südpfalz
Wichtigstes Produkt der pfälzischen Landwirtschaft und auch einer der bekanntesten Exportartikel ist der Pfalzwein. Sein Anbau erfolgt ganz überwiegend in der Vorder- und Südpfalz im Bereich der Weinstraße, wo am Westrand der Rheinebene und im Schutz des Gebirgszuges der Haardt ein besonders mildes Klima herrscht. Traditionell sind unter den Weißweinen vor allem der Riesling, der Müller-Thurgau, der Silvaner und der Kerner vertreten. Hauptsorten unter den Rotweinen sind der Blaue Portugieser und der Dornfelder. Näheres dazu, auch zu kleineren Regionalsorten und neu angebauten Sorten, siehe Pfalz (Weinanbaugebiet).
Wein wird nicht nur zum Essen getrunken, sondern nicht selten auch als Zutat verwendet, sei es in Soßen oder in Desserts.
Weil reichlich Edelkastanienbäume am Haardtrand vorkommen, sind im Herbst und zur Weihnachtszeit Gerichte mit Esskastanien (Keschte oder Keschde) verbreitet. Enten- oder Hasenbraten mit Rotkraut und Kastanien sind ein traditionelles Festtags- und Sonntagsessen. Gereicht werden Kastanien oft auch zu den im Pfälzerwald angebotenen Wildgerichten. Die gehobene Gastronomie hat in den letzten Jahren außerdem mancherlei Kastaniengerichte aus Italien und Frankreich übernommen.
Zudem gedeihen hier im Freiland neben Mandeln, Kiwis und Zitrusfrüchten auch Feigen, deren Hauptanbaugebiet in Deutschland die Pfalz ist. Speziell die Küche der Vorder- und der Südpfalz besitzt deshalb mitunter ein mediterranes Flair und tendiert vor allem in den letzten Jahren durchaus auch zur südländischen Leichtigkeit.
In der Vorderpfalz werden auf fruchtbaren Lössböden viele Gemüse- und Kartoffelsorten angebaut und auf den sandigen Böden der Rheinebene Spargel.
Die französisch anmutende Liebe der Pfälzer zum guten Essen drückt sich auch in den Volksfesten der Region aus, deren Thema oftmals das Essen oder Trinken ist. Neben unzähligen Weinfesten wie der Woi-/Quetschekuchekerwe in Neustadt-Haardt und dem Dürkheimer Wurstmarkt gibt es zum Beispiel das Spargelfest in Dudenhofen, das Brezelfest in Speyer, das Rettichfest in Schifferstadt, das Radieselfest in Dannstadt-Schauernheim, das Loschter Handkeesfescht in Lustadt, die Kirschenkerwe in Grünstadt-Sausenheim, das Bellemer Grumbeerfeschd in Bellheim oder die Saumagenkerwe in Kallstadt.

### Westpfalz
In der Westpfalz steht man noch mehr auf „Hooriche“ (Haarige), kleine Kartoffelklöße aus rohen geriebenen Kartoffeln, die mit Sahne-Speck-Soße serviert werden, „Schales“, große Kartoffelpuffer, deren Teig mit Speck, Zwiebeln, viel Muskatnuss etc. gewürzt und zumeist in einer Kuchenform im Backofen gegart wird, „Lakzervelat“, eine Zervelatwurst aus gepökeltem Fleisch, die als Spezialität zwischen Weihnachten und Neujahr angeboten und zumeist in Sauerkraut gekocht wird, sowie die „Anduddel“, ebenfalls eine zum Kochen gedachte, sehr würzige Mettwurst.

### Grenzgänger
Im pfälzischen Grenzgebiet zu Frankreich werden auch die Anklänge an die Nachbarn spürbar. Hier sind Gerichte wie Flammkuchen populär, die oft zu neuem Wein gereicht werden. Auch Weinbergschnecken haben vom Elsass her ihren Weg auf die pfälzischen Teller gefunden.